# Toby Emmerich
Tobias „Toby“ Emmerich (* 8. Februar 1963 in New York City) ist ein US-amerikanischer Filmproduzent, Drehbuchautor und Filmstudio-Manager. Von 2008 bis 2016 war er  war President und Chief Operating Officer von New Line Cinema. Von 2017 bis Juni 2022 war er Chairman der Warner Bros. Pictures Group.

## Leben
Toby Emmerich wurde 1963 als Sohn des jüdischen Kunstgaleristen André Emmerich (1924–2007) geboren. Die Familie seines Vaters war wegen des sich verstärkenden Antisemitismus 1931 von Frankfurt am Main nach Amsterdam und 1940 schließlich nach New York City emigriert. Die Familie der Mutter Constance Emmerich hatte rumänisch-ungarische Wurzeln. Er hat zwei Brüder: Adam und Noah Emmerich. Die Familie ist nicht mit dem Regisseur Roland Emmerich verwandt.
Emmerich besuchte die Calhoun School und studierte an der Wesleyan University, wo er sein Englisch-Studium mit Vertiefungen in Classics und Film 1985 abschloss.
Von 1987 bis 1992 war Emmerich A&R Manager bei Atlantic Records. 1992 begann er seine Karriere in der Filmbranche als Development und Music Supervisor für die Filmproduktionen von New Line Cinema. Im Jahr 2000 wurde sein Drehbuch für das Science-Fiction-Drama Frequency von Gregory Hoblit verfilmt, wobei Emmerich erstmals als Produzent in Erscheinung trat. Seitdem fungierte er bei über 100 Film- und Fernsehproduktionen als Executive Producer. Bei New Line Cinema war Emmerich acht Jahre lang President und Chief Operating Officer und verantwortete in dieser Rolle die komplette Entwicklung, Filmproduktion und Filmfinanzierung aller Projekte von New Line Cinema.
Im Jahr 2017 wechselte Emmerich als President und Chief Content Officer zur Warner Bros. Pictures Group und wurde um den Jahreswechsel 2017/2018 zum Chairman des Unternehmens befördert. 2018 konnte Warner Bros. unter seiner Führung ein Box Office von 5,6 Mrd. US-Dollar erzielen. 2019 einigte sich Warner mit Mattel über die Produktion eines Barbie-Kinofilms, der sich nach seiner Veröffentlichung 2023 zum weltweit umsatzstärksten Film des Jahres entwickelte. Während seiner Amtszeit kam es aber auch zum medienwirksam ausgetragenen Streit zwischen Warner und verschiedenen Filmemachern, nachdem CEO Jason Kilar ohne vorherige Abstimmung entschieden hatte, die 2021 im Kino startenden Filme parallel auf dem Streaming-Dienst HBO Max zu veröffentlichen, was für viele Filmemacher mit finanziellen Einbußen einherging. Emmerich konnte Einigungen mit vielen Filmschaffenden erzielen, aber nicht verhindern, dass Christopher Nolan sein nächstes Projekt nach Tenet nicht mehr bei Warner umsetzen würde.
Am 1. Juni 2022 gab Emmerich bekannt, von seinem Posten als Chairman von Warner Bros. zurückzutreten. Als Nachfolger wurden Michael De Luca und Pamela Abdy benannt. Parallel gründete Emmerich seine eigene Produktionsfirma und unterzeichnete einen fünfjährigen Finanzierungs- und Vertriebsvertrag mit Warner Bros.
Er lebt mit seiner Frau und Kindern in Los Angeles.

## Filmografie (Auswahl)
Drehbuch
- 2000: Frequency
- 2007: Mimzy – Meine Freundin aus der Zukunft (The Last Mimzy)

Produzent
- 2000: Frequency

Executive Producer
- 2001: Rush Hour 2
- 2002: All About the Money (All About the Benjamins)
- 2002: Blade II
- 2002: Austin Powers in Goldständer (Austin Powers in Goldmember)
- 2002: Friday After Next
- 2003: Final Destination 2
- 2003: Willard
- 2003: Dumm und dümmerer (Dumb and Dumberer: When Harry Met Lloyd)
- 2003: How to Deal – Wer braucht schon Liebe? (How to Deal)
- 2003: Löwen aus zweiter Hand (Secondhand Lions)
- 2003: Buddy – Der Weihnachtself (Elf)
- 2004: Butterfly Effect
- 2004: Highwaymen
- 2004: Laws of Attraction
- 2004: Wie ein einziger Tag (The Notebook)
- 2004: Final Call – Wenn er auflegt, muss sie sterben (Cellular)
- 2004: Raise Your Voice – Lebe deinen Traum (Raise Your Voice)
- 2004: After the Sunset
- 2004: Blade: Trinity
- 2005: Die Maske 2: Die nächste Generation (Son of the Mask)
- 2005: Wer entführt Mr. King? (King's Ransom)
- 2005: Das Schwiegermonster (Monster-in-Law)
- 2005: A History of Violence
- 2005: Die Hochzeits-Crasher (Wedding Crashers)
- 2005: Cool & Fool – Mein Partner mit der großen Schnauze (The Man)
- 2005: Domino
- 2005: Wild X-Mas (Just Friends)
- 2005: The New World
- 2006: Final Destination 3
- 2006: Dance! Jeder Traum beginnt mit dem ersten Schritt (Take the Lead)
- 2006: Eulen – Kleine Freunde in großer Gefahr! (Hoot)
- 2006: Verbraten und Verkauft (Grilled)
- 2006: Snakes on a Plane
- 2006: Billys Wette oder Wie man gebratene Würmer isst (How To Eat Fried Worms)
- 2006: Little Children
- 2006: Texas Chainsaw Massacre: The Beginning (The Texas Chainsaw Massacre: The Beginning)
- 2006: Kings of Rock – Tenacious D (Tenacious D in The Pick of Destiny)
- 2006: Es begab sich aber zu der Zeit … (The Nativity Story)
- 2007: Code Name: The Cleaner
- 2007: Nummer 23 (The Number 23)
- 2007: Das perfekte Verbrechen (Fracture)
- 2007: Hairspray
- 2007: Shoot ’Em Up
- 2007: Rush Hour 3
- 2007: Machtlos (Rendition)
- 2007: Mr. Woodcock
- 2007: Mein Kind vom Mars (Martian Child)
- 2007: Der goldene Kompass (The Golden Compass)
- 2008: Abgedreht (Be Kind Rewind)
- 2008: Semi-Pro
- 2008: Harold & Kumar 2 – Flucht aus Guantanamo (Harold & Kumar Escape from Guantanamo Bay)
- 2008: Sex and the City – Der Film (Sex and the City: The Movie)
- 2008: Die Reise zum Mittelpunkt der Erde (Journey to the Center of the Earth)
- 2008: Appaloosa
- 2008: Das Gesetz der Ehre (Pride and Glory)
- 2008: Mein Schatz, unsere Familie und ich (Four Christmases)
- 2008: Tintenherz (Inkheart)
- 2009: Er steht einfach nicht auf Dich (He’s Just Not That Into You)
- 2009: 17 Again – Back to High School (17 Again)
- 2009: Der Womanizer – Die Nacht der Ex-Freundinnen (Ghosts of Girlfriends Past)
- 2009: Beim Leben meiner Schwester (My Sister’s Keeper)
- 2010: Das Leuchten der Stille (Dear John)
- 2010: Valentinstag (Valentine’s Day)
- 2010: Sex and the City 2 (Sex and the City 2)
- 2011: Alles erlaubt – Eine Woche ohne Regeln (Hall Pass)
- 2011: Kill the Boss (Horrible Bosses)
- 2011: Happy New Year (New Year’s Eve)
- 2012: Rock of Ages
- 2012: Der Hobbit – Eine unerwartete Reise  (The Hobbit: An Unexpected Journey)
- 2013: Jack and the Giants (Jack the Giant Slayer)
- 2013: Wir sind die Millers (We’re the Millers)
- 2013: Der Hobbit: Smaugs Einöde (The Hobbit: The Desolation of Smaug)
- 2014: Tammy – Voll abgefahren (Tammy)
- 2014: Kill the Boss 2 (Horrible Bosses 2)
- 2015: Vacation – Wir sind die Griswolds (Vacation)
- 2016: Keanu
- 2016: Conjuring 2 (The Conjuring 2)
- 2016: Central Intelligence
- 2016: Rush Hour (Fernsehserie, 13 Episoden)
- 2016: Frequency (Fernsehserie, 4 Episoden)
- 2016: Verborgene Schönheit (Collateral Beauty)
- 2017: Fist Fight
- 2017: Abgang mit Stil (Going in Style)
- 2017: Casino Undercover (The House)
- 2017: Es (It)
- 2017: The Disaster Artist
- 2018: Game Night
- 2018: Rampage – Big Meets Bigger (Rampage)
- 2018: How to Party with Mom (Life of the Party)
- 2019: Jack Boyz
- 2019–2022: His Dark Materials (Fernsehserie, 23 Episoden)
- 2021: The Many Saints of Newark
- 2022: Elvis
- 2022: Black Adam
- 2023: The Flash
- 2023: Barbie
- 2024: Der Herr der Ringe: Die Schlacht der Rohirrim (The Lord of the Rings: The War of the Rohirrim)